# 나가사와 다쿠미
나가사와 다쿠미(일본어: 長澤 卓己, 1992년 5월 27일~)는 일본의 축구 선수이다.

## 구단 경력
그는 2018년 YSCC 요코하마 2nd에 입단했다. 2019년 J3리그의 YSCC 요코하마로 승격했고, 5년동안 팀에서 뛰었다.